# 石川頼明
石川 頼明（いしかわ よりあき）は、安土桃山時代の武将、大名。豊臣氏の家臣。初名は一宗（かずむね）。通称は掃部頭。江戸時代の書物に忍術の達人とするものがあるが、忍者説については下掲。

## 略歴
石川家光の四男。ただし異説もある。
天正11年（1583年）4月、賤ヶ岳の戦いに参戦した兄・兵助一光は、賤ヶ岳の七本槍に並ぶ戦功であったが、同合戦で戦死したため、同年6月に羽柴秀吉より兄の一番槍の感状を譲り受けて、1,000石を賜り、小姓として取り立てられた。
天正19年（1591年）、秀吉が行った三河国吉良での狩猟に随兵。
慶長3年（1598年）3月、醍醐の花見の際に西丸殿（淀殿）に随従。同年6月22日、播磨国加東・印南・笠井・揖西の4郡および丹波国舟井・氷上の2郡、美濃国多芸郡の内で、6,450石を加増された。
慶長4年（1599年）正月、豊臣秀頼の側近に列し、五大老五奉行の連署にて、頼明（掃部頭）・石田正澄（木工頭）・石川貞清（備前守）・片桐且元（東市正）の4人は、奏者番とされた。
慶長5年（1600年）までに播磨・丹波等で加増を受けて、1万2,000石を領した。
同年の関ケ原戦役では西軍に与し、7月の伏見城の戦いに加わった後、9月には大津城の戦いに従軍。城主の京極高次が退去した後も大津城に駐屯した。しかし同日に西軍が本戦で敗れていたのを知ると逃亡し、脇坂安治を通じて井伊直政に降参したが、許されず、10月7日に切腹となり首は京の三条河原に晒された。この理由を『武家盛衰記』は、何年か前に石田三成の命で徳川家康が滞在している伏見の屋敷に火を付けて暗殺しようとしたが家康の家来に捕まって失敗し、拷問の末に白状して大坂城に幽閉されたことがあるためとし、「前代未聞の奸人」として三成と同罪に処されたとするが、この話の真偽は不明。
また、西軍に与したが、戦闘には加わらず大坂城を警備した後に謹慎した生駒修理亮は、頼明を匿った罪により切腹を命ぜられたという。
正室の宇多氏はその後32年間生き、寛永9年（1632年）8月4日に死去、法名は芳園院殿久誉長寿大禅定尼。嫡子の半兵衛一真はのちに鳥取藩池田家の家臣となり、鳥取県に分布する石河（いしこ）氏の一流となった。また、一真の弟または子とされる又兵衛宗直は伊予松山藩松平家の家臣となった。

## 石川流忍術
作家八切止夫は、著書『切腹論考』で「『武家事紀』には秀吉の小姓あがりの石川頼明というのが石川流忍術を始むとある。これが石川五右衛門の原型であると思う」と書いて、頼明を石川流忍術の祖・並びに大泥棒石川五右衛門のモデルと主張している。しかし『武家事紀』には兄一光の男色と一番槍の逸話はあるが、頼明については長松とあるぐらいで特には記述がない。八切の別の著書『武将意外史』では『武家盛衰記』から引用しているので、これは前掲書は同記の誤りであろうと思われる。『戦国人名辞典』においても「俗説に頼明は忍術の達人だといっている」として『武家盛衰記』を出典と書いている。同記内容は以下。
八切はこれを引用したはずであるが、『武将意外史』では内容が異なり「蜂屋半之允」ではなく「松下常慶」が見破ったとして、頼明も捕まらずに逃げたとし、駿府城の常慶門の逸話に繋げるなど、話を作り変えている。『武家盛衰記』に異なる判が存在するか分からないが、これらの点から考えても、八切史観は少々信憑性に欠ける。しかし八切は（石川五右衛門の存在は認めたのに）『「石川頼明」は正史では抹殺された男になる』と異説を唱えている。
また、作家清水昇は著書『戦国忍者列伝』で、頼明は「丹波八上城主（兵庫県篠山市）・波多野秀治に仕えた丹波忍者」だと書いているが、周知のように、秀治は天正7年（1579年）に織田信長に磔刑にされており、天正11年に兄の死で小姓として取り立てられた童子・長松と同一人物であり得ない。明らかな間違いであろう。清水は「斬首されたのは別人で、頼明本人は入牢中に脱獄」してすり替わったと書いているが、これはとても信じがたい。
『武家盛衰記』は読本（よみほん）の類であり、面白おかしく書かれた逸話集であって、史料価値があるとは言い難いが、実在の大名クラスの武将が忍者として描かれている稀な例ではある。